# Bittino da Faenza
Bittino da Faenza  ou Bitino (Faenza, 1357 – 1426/1427) est un peintre italien gothique qui fut actif au XIVe et début du XVe siècle. Il est en particulier documenté à Rimini entre 1398 et 1415. 

## Biographie
Bittino da Faenza a été un peintre actif en Romagne. 
Il réalisa plusieurs statues pour la cathédrale da Palencia, 1506.
Les études sur l'histoire critique de Bittino ont commencé avec la publication de quelques documents de Rimini, datant d'environ 1866, qui témoignent que le peintre né à Faenza en était alors parti pour des raisons politiques et s'était installé à Rimini en 1398, où il serait mort avant 1427.

## Œuvres
- Polyptyque (1409), église San Giuliano martire, Rimini.
- Crucifixion, tempera et or sur bois du pinacle du polyptyque, musée de Rimini.
- Madone, Musée de Faenza.

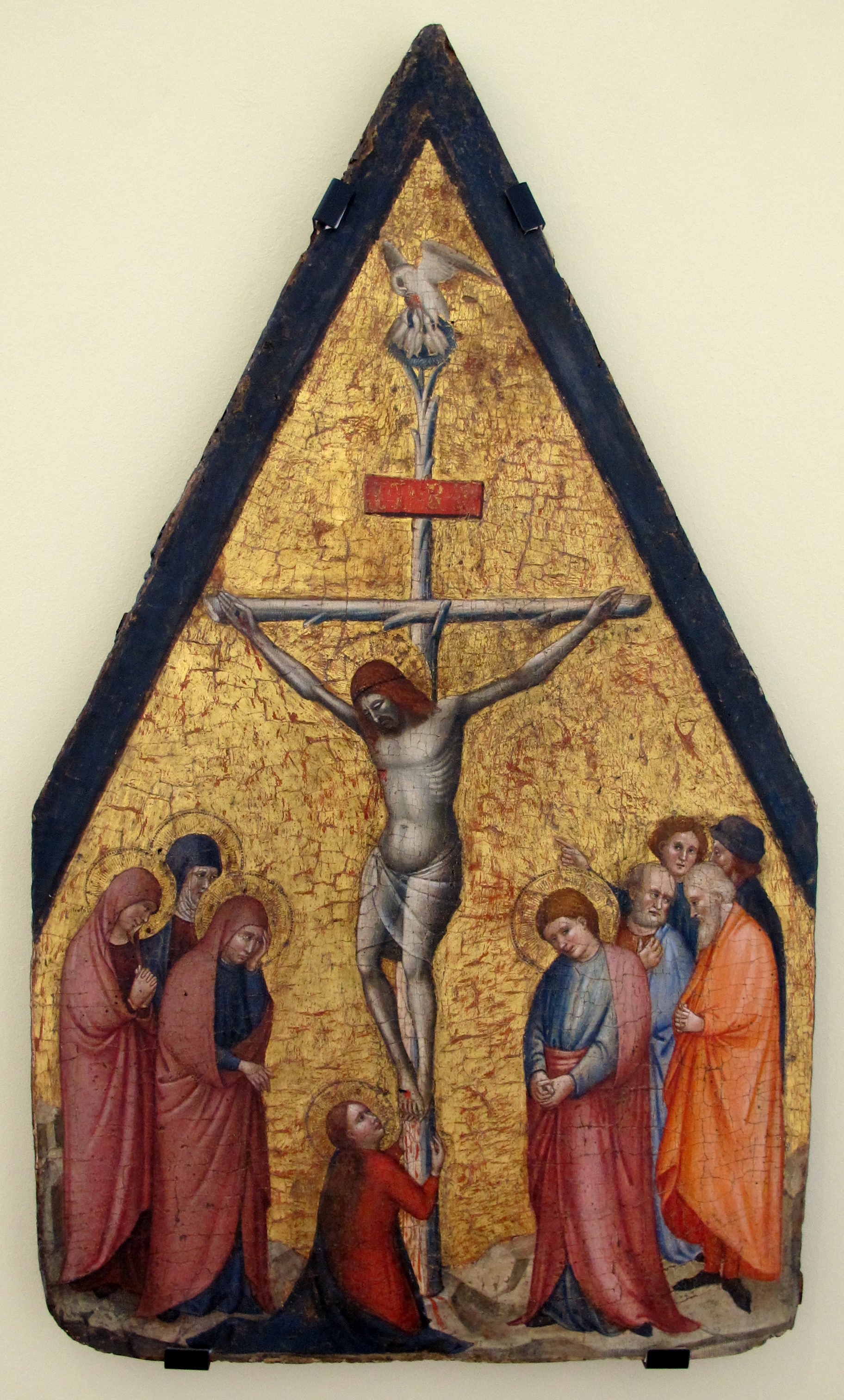
Crucifixion, musée de Rimini
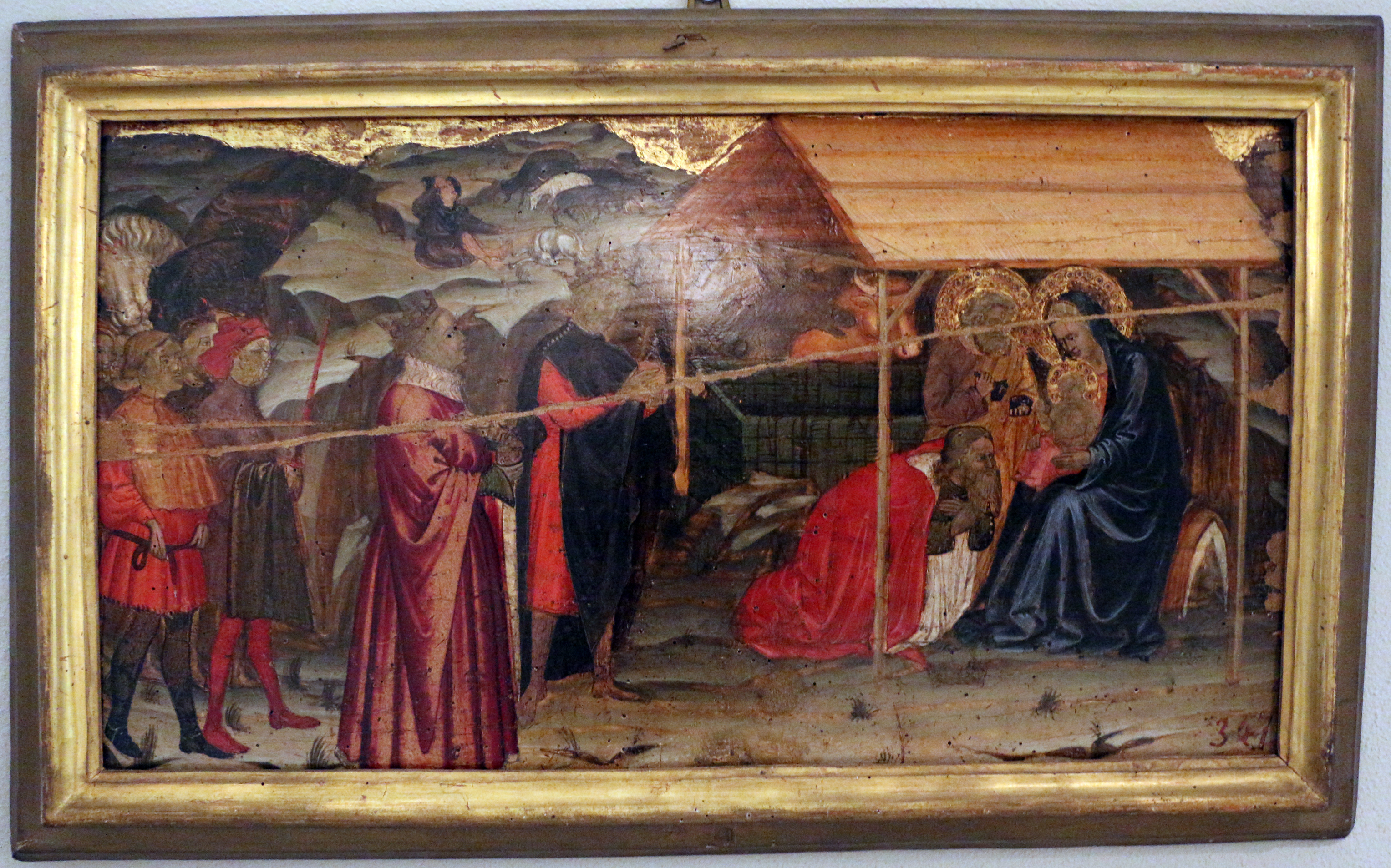
Adorazione dei Magi, vers 1400 .